# Rouge the Bat
Rouge the Bat (ルージュ・ザ・バット?, Rūju za Batto) è un personaggio immaginario principale della serie videoludica Sonic the Hedgehog prodotta da SEGA e sviluppata dallo studio nipponico Sonic Team.
Rouge è una giovane ladra pipistrello, inoltre lavora part-time come agente del governo. Come se non bastasse, è una cacciatrice di tesori di altissimo livello, al punto che desidererebbe possedere tutte le gemme e i tesori del mondo. La sua continua ossessione per i gioielli è toccata sia al Master Emerald che agli Smeraldi del Caos. Il personaggio debutta in Sonic Adventure 2 e in seguito comparirà in altri giochi della serie.

## Descrizione

### Creazione e sviluppo
Il personaggio di Rouge fu originariamente concepito con il nome di Nails, traducibile in "unghie". 
Altri nomi pensati per lei erano Terios e soprattutto Shadow, prima che andasse al personaggio attuale.
Rouge venne creata come uno dei due nuovi personaggi che avrebbe assistito il Dr. Eggman nella lotta contro gli eroi di Sonic Adventure 2.

### Aspetto
Rouge è un bellissimo pipistrello femmina antropomorfo dalla pelliccia bianca e dalla pelle abbronzata, i suoi occhi sono di color verde acqua e ha un aspetto molto femminile e avvenente. Ha grandi orecchie a punta, i denti piccoli, delle ciglia lunghe, un piccolo naso nero, una coda corta e un paio di ali nere sulla schiena che le permettono di volare. I suoi corti capelli bianchi si allargano sul retro e solitamente si mette dell'ombretto blu e il rossetto. Il suo abbigliamento tipico è costituito da un completo nero aderente senza maniche, una piastra pettorale a forma di cuore con delle finiture bianche e indossa dei lunghi guanti bianchi. Porta anche degli stivali con il tacco alto del medesimo colore ma con disegnati dei cuori rosa nella zona anteriore. In Sonic Heroes si è assistito ad un cambiamento nel look del personaggio dove solo in quell'occasione portava un'uniforme da agente, un ombretto rosa e senza rossetto. Nella serie animata Sonic Prime, Rouge indossava un abito molto diverso, che somigliava in qualche modo a quello che indossava durante l'incidente di Neo Metal Sonic nel videogioco Sonic Heroes. Sebbene i guanti sembrino identici a quelli che fanno parte del suo vestito normale, il resto del vestito sfoggia un aspetto complessivamente aderente con un colore viola scuro. In particolare, su questo vestito, oltre alla loro colorazione più scura, gli stivali di Rouge sfoggiano piccoli gioielli a forma di cuore sui polsini.

### Poteri e abilità
La principale abilità di Rouge è il volo. Essendo un pipistrello, Rouge è in grado di volare e planare ovunque sbattendo le sue potenti ali e anche silenziosamente, in modo da non farsi notare. A differenza dei normali pipistrelli, non ha problemi ad esporsi alla luce del sole, evidenziando di essere sempre ben accetta a stare sotto ai riflettori, come se fosse una diva. Nel combattimento Rouge predilige i calci, talmente forti da spezzare in due un blocco di roccia o una lastra di acciaio con un semplice colpo. Rouge è in grado anche combattere usando gadget esplosivi personali dotati del suo tocco femminile, come bombe a cuore e persino spille per capelli esplosive.

### Personalità
Rouge è molto intelligente, implacabile, scaltra, ambiziosa, indipendente, seducente, affascinante, provocante, carismatica, sarcastica, avida, calcolatrice, manipolatrice, fiduciosa, intrepida, stravagante, impavida, narcisista, fatale, antieroica, arrogante, intraprendente e coraggiosa, e viene vista dagli altri come se tenesse solo a sé stessa e alle sue gemme. Ciononostante, ha un gran cuore e non esita ad aiutare gli altri eroi quando si presenta un pericolo maggiore.

### Doppiaggio
Fin dalla sua prima apparizione in Sonic Adventure 2 nel 2001, Rouge viene doppiata in giapponese dalla seiyū Rumi Ochiai che ha doppiato il personaggio anche nell'anime Sonic X e nella serie animata Sonic Prime, tuttora ricopre il ruolo. Nelle versioni internazionali dei videogiochi, a prestarle la voce si sono susseguite Lani Minella in Sonic Adventure 2, Sonic Heroes e Sonic Battle, Kathleen Delaney da Shadow the Hedgehog a Mario & Sonic ai Giochi Olimpici Invernali e in Sonic X mentre Karen Strassman la doppia da Sonic Colours in poi. In Sonic Prime invece è doppiata da Kazumi Evans.
Rouge è stata doppiata in italiano da Jasmine Laurenti da Sonic Generations a Team Sonic Racing, in Sonic X da Domitilla D'Amico e da Ilaria Silvestri in Sonic Prime, che ha rimpiazzato Jasmine Laurenti nei videogiochi a partire da Shadow Generations e l'edizione rimasterizzata di Sonic Generations.

## Biografia

### Videogiochi

#### Anni 2000
Rouge fa il suo esordio in Sonic Adventure 2 dove è uno dei sei personaggi giocabili presente nella storia del Team Dark. Nella trama del gioco, viene a conoscenza dell'esistenza del Master Emerald e si reca sul luogo in cui è custodito ma trova Knuckles the Echidna, il suo legittimo proprietario e protettore, a sbarrarle la strada, con cui inizia a litigare ma la loro discussione viene presto interrotta dall'arrivo del Dr. Eggman che prova a rubare lo smeraldo tramite l'Eggmobile, un mezzo di locomozione, ma l'echidna fa un balzo verso il veicolo e spezza la gemma in più parti con l'intenzione di recuperarle e metterle insieme successivamente per ricomporre la pietra. A quel punto lo scienziato se ne va a mani vuote ma la scaltra Rouge riesce ad attaccare una cimice sul mezzo senza essere notata con l'intenzione di pedinarlo e trovare la sua base nascosta all'interno di una piramide. Dopo aver raccolto alcune schegge sparse in vari livelli si reca alla base del dottore e trova la stanza del controllo centrale della colonia spaziale ARK, qui fa un patto con Eggman e Shadow the Hedgehog promettendogli di consegnargli lo Smeraldo del Caos blu che possiede in cambio del rivelatore delle fatidiche gemme, il quale utilizzerà per trovare più facilmente le restanti schegge del Master Emerald. In questo lasso di tempo comincia ad indagare per conto del governo, con cui era già in accordi, sulla forma di vita suprema e sul Progetto Shadow ad esso correlato. In seguito prende parte a una missione con Shadow e Eggman che la vede recarsi al quartiere generale di Prison Island dove ruba tre smeraldi ma finisce per essere bloccata dalla sicurezza e rischia di morire dato che lo scienziato aveva posizionato una bomba a tempo nell'edificio ma viene salvata in extremis dal riccio nero tramite l'utilizzo del Chaos Control.
Tornati sull'ARK, Rouge viene incaricata di difendere la stazione spaziale dall'arrivo degli intrusi ma continua ad investigare sulle verità celate sempre riguardo alla forma di vita suprema, per poi scoprire che altri frammenti del Master Emerald sono dispersi nello spazio e si precipita a recuperarli ed incontra nuovamente Knuckles che sfida. A seguito della battaglia, il pipistrello si avventa nuovamente contro il rivale ma finisce per inciampare finendo quasi per cadere in una pozza di lava sottostante ma Knuckles le afferra una mano e la porta in salvo. Dopo un breve momento di imbarazzo, decide di consegnargli le schegge da lei raccolte come segno di ringraziamento e se ne va. A questo punto continua ad assistere i due alleati e rivela solo a Shadow di lavorare per i G.U.N. e questo porta il porcospino a fermarla nel tentativo di appropriarsi degli smeraldi collocati ormai nell'Ecplise Cannon per evitare di mandare a monte il piano. Nella storia finale Rouge raggiunge Sonic e Knuckles riferendogli dell'imminente pericolo causato dal computer della colonia spaziale che ha fatto partire una sequenza già programmata che prevede la caduta della nave verso il pianeta Terra e decide di fare squadra con loro e gli altri personaggi presenti (tranne Shadow) per cercare di cambiare le sorti ormai segnate di tutti quanti. Terminata la battaglia finale di Super Sonic e Super Shadow contro Biohazard (forma evoluta di Biolizard, il prototipo della forma di vita suprema), rimane rattristita dalla presunta morte del riccio nero e gli viene dato da Sonic uno dei due suoi anelli inibitori per poi cominciare una chiacchierata con Knuckles sul suo desiderio di abbandonare la sua attività di cacciatrice di tesori, interesse che invece non perderà nei giochi successivi.
In Sonic Heroes, ambientato diversi mesi dopo gli avvenimenti di Sonic Adventure 2, Rouge è un personaggio giocabile di tipo Fly e leader del Team Dark. Nella storia, si reca in una base abbandonata di Eggman in cerca di un fantomatico tesoro, arrivata in una stanza attiva accidentalmente il robot E-123 Omega che comincia a fare fuoco nella stanza e risveglia Shadow dalla sua stasi. Questi appena sveglio, salva istintivamente la ragazza pipistrello, e si prepara a contrattaccare ma Rouge riesce a placare entrambi. Compreso il motivo di rancore di Omega ed appreso che l'amico Shadow soffre di amnesia, decide di formare la squadra per sistemare i conti rimasti in sospeso con Eggman. Durante il viaggio riusciranno più volte ad affrontarlo e sconfiggerlo senza riuscire mai a catturarlo e parteciperanno anche a due scontri in momenti distinti contro il Team Chaotix e il Team Sonic. Arrivati a Final Fortress distruggono Egg Emperor, un gigantesco robot armato di lancia e scudo, controllato dallo scienziato, dopodiché si separano momentaneamente e Rouge si reca all'interno di una stanza che scopre poco dopo essere piena di androidi con le sembianze di Shadow, prima di andarsene amareggiata viene raggiunta da Omega che per consolarla afferma che l'originale deve trovarsi da qualche parte. Nell'ultima storia partecipa assieme al proprio team per indebolire Neo Metal Sonic trasformato in Metal Madness, fornendo così il tempo necessario al Team Sonic di trasformarsi e sconfiggerlo.
In Sonic Battle è la proprietaria del Club Rouge, un casinò situato nell'area di Night Babylon nella modalità Storia. È un personaggio giocabile dal principio che fa uso di tecniche di combattimento che derivano dal kickboxing. Nel corso della trama riuscirà ad instaurare un collegamento con Emerl, un robot in grado di copiare le mosse altrui, diventandone amica. In Shadow the Hedgehog appare esclusivamente nelle missioni Hero dei livelli Digital Circuit, Death Ruins e G.U.N. Fortress e contro un boss dove potrà essere controllata dal secondo giocatore ma solo nelle versioni per GameCube e PlayStation 2.
In Sonic the Hedgehog ruba lo Scettro dell'Oscurità assieme a Shadow per conto dell'organizzazione militare G.U.N. da una base di Eggman. Successivamente alla fuga, i due si recano a Kingdom Valley per incontrare i loro superiori al punto d'incontro stabilito; tuttavia vengono attaccati da Eggman e lo scettro si rompe facendo così emergere da esso un essere oscuro di nome Mephiles che rinasce sfruttando l'ombra del porcospino nero che li spedisce nel futuro. Pertanto, Rouge si vede costretta ad allearsi nuovamente a Sonic e i suoi amici, anche loro nel futuro, per trovare due Smeraldi del Caos per tornare nel tempo corretto; la situazione si rivolve e il pipistrello fa ritorno nel presente ma Shadow è rimasto nell'altra linea temporale.
Così l'amica trova Omega e gli chiede di aiutare il riccio nero, il robot si reca nel tempo corretto e trova un portale che sfrutta per accompagnare Shadow nel presente. Una volta tutti e tre nello stesso tempo, si impegnano a trovare e sconfiggere una volta per tutte Mephiles tramite lo Scettro dell'Oscurità, che provano ad utilizzare contro il nemico ma invano, così Shadow sfrutta il suo potere latente e sconfigge numerose copie di Mephiles. Nell'ultimo atto della storia, Rouge fornisce il suo aiuto per recuperare uno Smeraldo del Caos che servirà per far ritornare in vita Sonic.
In Sonic Rivals ricopre un ruolo minore durante la trama di Shadow dove comunica con quest'ultimo via radio mentre in Sonic Rivals 2 si allea con il rivale Knuckles per trovare il Master Emerald e gli Smeraldi del Caos. Durante il corso della storia i due verranno a conoscenza di un piano diabolico architettato dal Dr. Eggman (dietro i cui panni si cela a loro insaputa Eggman Nega) che vuole risvegliare l'ʿIfrīt, un mostro con un enorme potere distruttivo proveniente da un'altra dimensione, che alla fine riusciranno a sconfiggere.
La sua successiva apparizione avviene in Sonic Chronicles: La Fratellanza Oscura dove è il quarto personaggio ad unirsi al gruppo di Sonic nel secondo capitolo. Viene assegnata dal Comandante della G.U.N. come rappresentante del corpo militare dove si scopre che è entrata all'interno dell'organizzazione per aver fornito loro diverse tecnologie del clan Nocturnus. La sua classe nel gioco è Variabile e sfrutta delle abilità legate allo stealth.

#### Anni 2010
Nella versione per Nintendo DS di Sonic Colours si reca al parco divertimenti di Eggman per assegnare a Sonic una missione extra nel livello Starlight Carnival. Nell'edizione per console di Sonic Generations viene risucchiata assieme agli altri amici di Sonic dal Time Eater in una falla spazio temporale ma viene in seguito salvata dal riccio blu a City Escape. Nel livello Center of Time fa la sua apparizione assieme a Shadow per incoraggiare i due Sonic a sconfiggere il nemico; sconfitto quest'ultimo tornerà a festeggiare la pace ritrovata.
Compare assieme al resto del Team Dark nell'episodio DLC scaricabile gratuitamente di Sonic Forces, dove indagano sulle origini del nuovo antagonista Infinite, finendo per crearlo accidentalmente, Rouge comparirà anche più avanti nella storia principale.

#### Anni 2020
Ricompare nuovamente come una dei personaggi principali in Sonic Dream Team, dove aiuta Sonic, Tails, Knuckles, Amy e la nuova alleata Ariem per salvare Cream dalle grinfie del malvagio Dr. Eggman e sventare i suoi nuovi piani.
Rouge ha avuto anche un ruolo particolare come una dei personaggi principali in Shadow Generations.

#### Altre apparizioni
Altre apparizioni secondarie del personaggio avvengono in Super Smash Bros. Brawl come adesivo collezionabile, in Sonic Riders, Sonic Riders: Zero Gravity, Sonic Free Riders, Sonic Jump (nel remake del 2012), Sonic Dash, Sonic Runners, SEGA Heroes, Team Sonic Racing e Sonic Racing: CrossWorlds come giocabile. È apparsa anche in Amy no Page One come sfidante, in Mario & Sonic ai Giochi Olimpici Invernali, Mario & Sonic ai Giochi Olimpici di Londra 2012, Mario & Sonic ai Giochi Olimpici Invernali di Sochi 2014 come rivale e in Mario & Sonic ai Giochi Olimpici di Rio 2016 come sbloccabile dove diviene disponibile solo nell'evento del beach volley nella versione per Wii U ed in quello del golf nell'edizione per Nintendo 3DS.
Doveva ricoprire un ruolo giocabile in Mario & Sonic ai Giochi olimpici assieme ad Omega, Silver, Cream (divenuta in seguito un arbitro nelle varie competizioni) e Donkey Kong ma come gli altri è stata scartata nella versione finale del gioco.

### Versioni alternative

#### Fumetti
Rouge compare nella serie a fumetti edita da Archie Comics Sonic the Hedgehog facendo il suo debutto nel numero 98 pubblicato nel settembre 2001, precisamente nell'adattamento di Sonic Adventure 2. Similmente alla controparte videoludica, è ossessionata dalla ricchezza, dalle gemme ed ama rubare gioielli. Nel passato sconfisse Fiona Fox e Nic the Weasel (sorella di Nack) rubando i loro tesori, creando così un'accesa rivalità fra le tre. In seguito alla Super Genesis Wave, un cambiamento spazio temporale avvenuto nell'universo di Sonic, Rouge è identica alla sua controparte presente nei videogiochi e compare nello spin-off Sonic Universe dove diventa parte dei G.U.N. assieme a Shadow the Hedgehog e E-123 Omega formando così il Team Dark.
Nell'adattamento manga di Sonic Colours aiuta Sonic e Tails ad eseguire alcuni calcoli matematici. Nell'adattamento manga di Sonic Generations è una delle partecipanti alla festa di compleanno di Sonic.
Nella serie spin-off Sonic the Hedgehog edita da IDW Publishing, Rouge mantiene la sua mansione di spia. In modo da impedire che Shadow continui a lottare contro il Dr. Eggman, lo fa controllare anonimamente da parte dei Chaotix. Quando il trio riesce a trovarlo, scoprono che questi soffre di amnesia e non riesce a ricollegare in alcun modo gli eventi del suo passato. Così Sonic prova a convincere Shadow a non inseguire lo scienziato mentre Rouge rivela le sue azioni ai Chaotix.

#### Animazione
Rouge è apparsa nell'anime Sonic X (2004-2006), come agente del presidente ed amica di una sua collega umana di nome Topaz. Nella seconda stagione prenderà parte ad un torneo di arti marziali per ottenere uno Smeraldo del Caos mentre nell'arco narrativo finale affiancherà gli eroi per la maggior parte del tempo nella dura lotta contro i malvagi Metarex. Nell'adattamento cartaceo omonimo rimane sempre una spia del governo con l'intenzione di guadagnare sempre nuovi gioielli.
Rouge è apparsa nuovamente come una dei personaggi principali nella serie animata Sonic Prime (2022-2024), basato per la prima volta nel filone narrativo della serie di videogiochi. Qui vengono introdotte delle versioni alternative del personaggio provenienti da altre dimensioni, chiamate Rebel Rouge, Prim Rouge e Rouge la Stecca.

## Accoglienza
Rouge è uno dei personaggi più popolari della serie, difatti arrivò al decimo posto in un sondaggio ufficiale di popolarità giapponese nel 2006. Un recensore di GameSource trovò tutti i personaggi presenti in Sonic Rivals 2, tra cui Rouge, come ben caratterizzati e validissimi in ogni aspetto.